# Diva (Dana International)
Diva è la canzone che, con un punteggio complessivo di 172 voti, risultò vincitrice dell'Eurovision Song Contest nel 1998; eseguita in ebraico da Dana International in rappresentanza di Israele, la canzone era stata composta da Svika Pick per la musica e da Yoav Ginai per le parole.
La canzone è importante per varie ragioni. La pausa tra la lettura dei voti e la replica dell'esecuzione del brano da parte di Dana, rappresenta l'ultima volta che delle musiche dal vivo suonate da un'orchestra furono utilizzate per la gara, poiché nel 1999 questa si sarebbe tenuta in spazi inadatti a contenerne una. Dana è anche l'unica cantante transessuale ad avere mai vinto sino ad ora un Eurovision Song Contest. La selezione della canzone di Dana International causò grandi controversie in seno ai gruppi conservatori in Israele, tanto che al suo arrivo in Gran Bretagna furono continuamente richiesti agenti di sicurezza e di polizia per la scorta.
L'esecuzione del brano, senza ricorso alla danza, vide l'accompagnamento di Dana International, vestita di un abito argenteo, da parte di tre coriste in nero. La canzone rappresenta un'ode alle donne più potenti della storia, ma in effetti Cleopatra è l'unico personaggio reale ad essere nominato. Vengono inoltre menzionate Victoria, la dea romana della vittoria, e Afrodite, la dea greca della bellezza.
Quella sera il brano fu eseguito per ottavo, dopo Sixteen con To Takie Proste per la Polonia, e prima di Guildo Horn e Die Orthopädischen Strümpfe con Guildo Hat Euch Lieb! per la Germania. Alla fine delle votazioni, la canzone ottenne 172 punti, collocandosi prima su 25 concorrenti. Ciò rappresentò la terza vittoria per Israele al concorso; non avendo partecipato a quello dell'anno precedente, al paese ne venne la distinzione non usuale di aver vinto un Eurofestival dopo una pausa, così come di aver vinto un Eurofestival prima di una pausa (ciò che Israele aveva precedentemente fatto nel 1979 con Hallelujah, nell'esecuzione di Gali Atari).
Dopo la vittoria, Dana International provocò un piccolo scandalo arrivando alla premiazione della canzone in ritardo per cambiarsi d'abito ed indossare per la replica uno stravagante costume adorno di piume, di Jean-Paul Gaultier.
La canzone che rappresentò Israele nel 1999 durante l'edizione successiva a Gerusalemme fu Yom Huledet (Happy Birthday), degli Eden.
In un sondaggio condotto in Internet nel 2005 dall'Unione europea di radiodiffusione, la canzone venne scelta tra le 14 più famose della storia dell'Eurovisione, e prese parte a Congratulations, il concerto tenutosi a Copenaghen in Danimarca nell'ottobre 2005 per marcare il cinquantenario dell'Eurovision Song Contest. La canzone fu di nuovo eseguita da Dana International, accompagnata da un'orchestra dal vivo e questa volta da sei ballerini con ventagli giganti di piume, mentre le immagini originali scorrevano sullo sfondo. Diva si classificò tredicesima alla votazione.
La canzone successiva a risultare vincitrice della gara nel 1999 fu Take Me to Your Heaven, eseguita da Charlotte Nilsson in rappresentanza della Svezia.

## Classifiche internazionali
| Classifica (1998) | Posizione massima |
| ----------------- | ----------------- |
| Austria           | 37                |
| Belgio (Fiandre)  | 2                 |
| Belgio (Vallonia) | 4                 |
| Finlandia         | 7                 |
| Francia           | 59                |
| Germania          | 47                |
| Irlanda           | 10                |
| Norvegia          | 12                |
| Paesi Bassi       | 11                |
| Regno Unito       | 11                |
| Svezia            | 3                 |
| Svizzera          | 15                |